# Skive

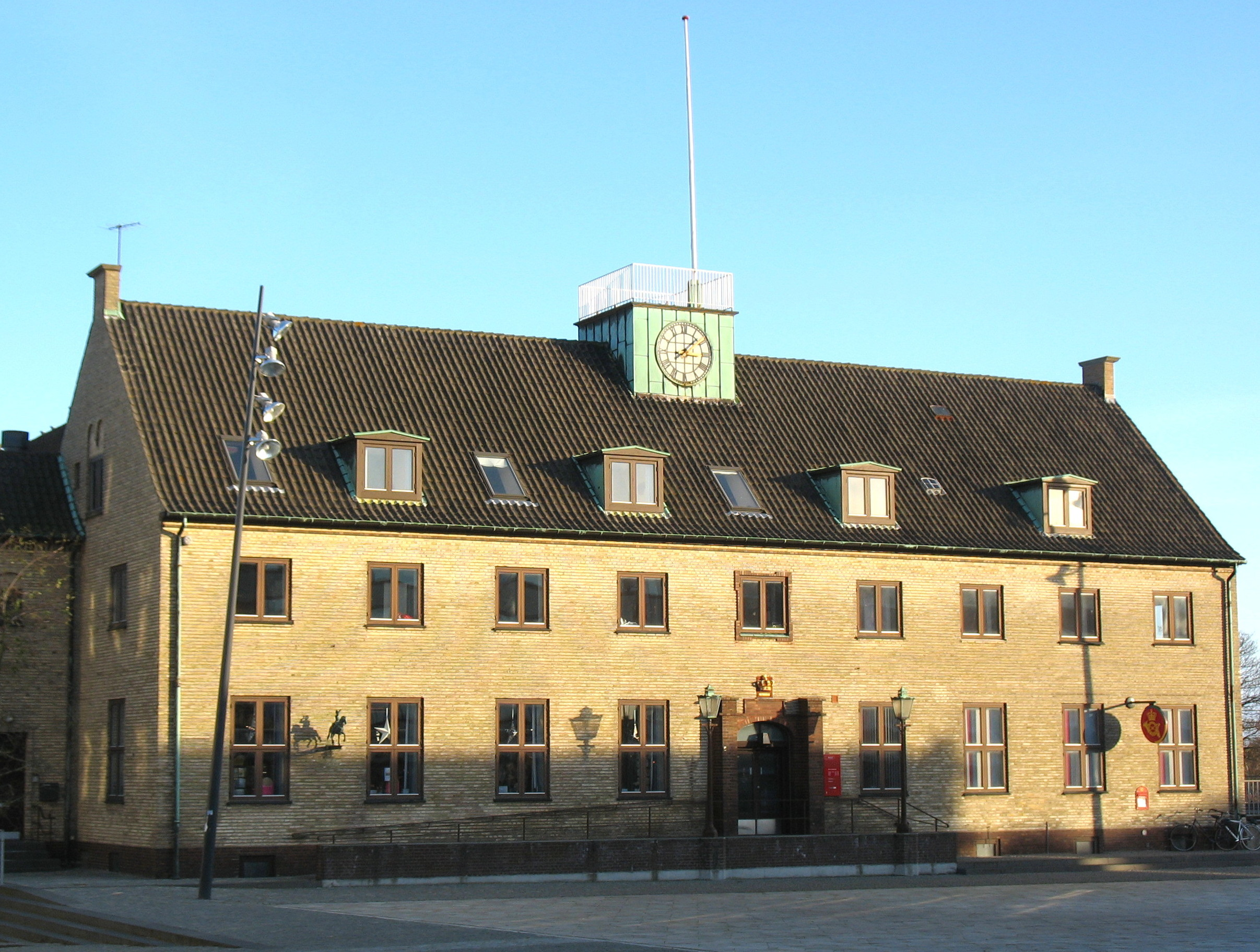
Poșta

Skive este un oraș în Danemarca.